# 권미란
권미란(1974년 4월 7일 ~ )은 대한민국의 쇼핑 호스트이다.

## 주요 경력
- 프리랜서 쇼호스트
- CJ온스타일 쇼호스트
- CJ ENM 오쇼핑부문 쇼호스트
- CJ오쇼핑 쇼호스트
- GS SHOP 쇼호스트
- CJ오쇼핑 쇼호스트
- TBC 대구방송 MC
- FEBC 대전극동방송 구성작가

## 출연

### TV
- 2015년 11월 7일 MBN 《속풀이쇼 동치미》 156회 출연